# Elizabeth Barrettová-Browningová
Elizabeth Barrettová-Browningová, anglicky Elizabeth Barrett Browning (6. březen 1806, Coxhoe Hall, Durham, Anglie – 29. červen 1861, Florencie) byla anglická básnířka viktoriánského období.

## Život

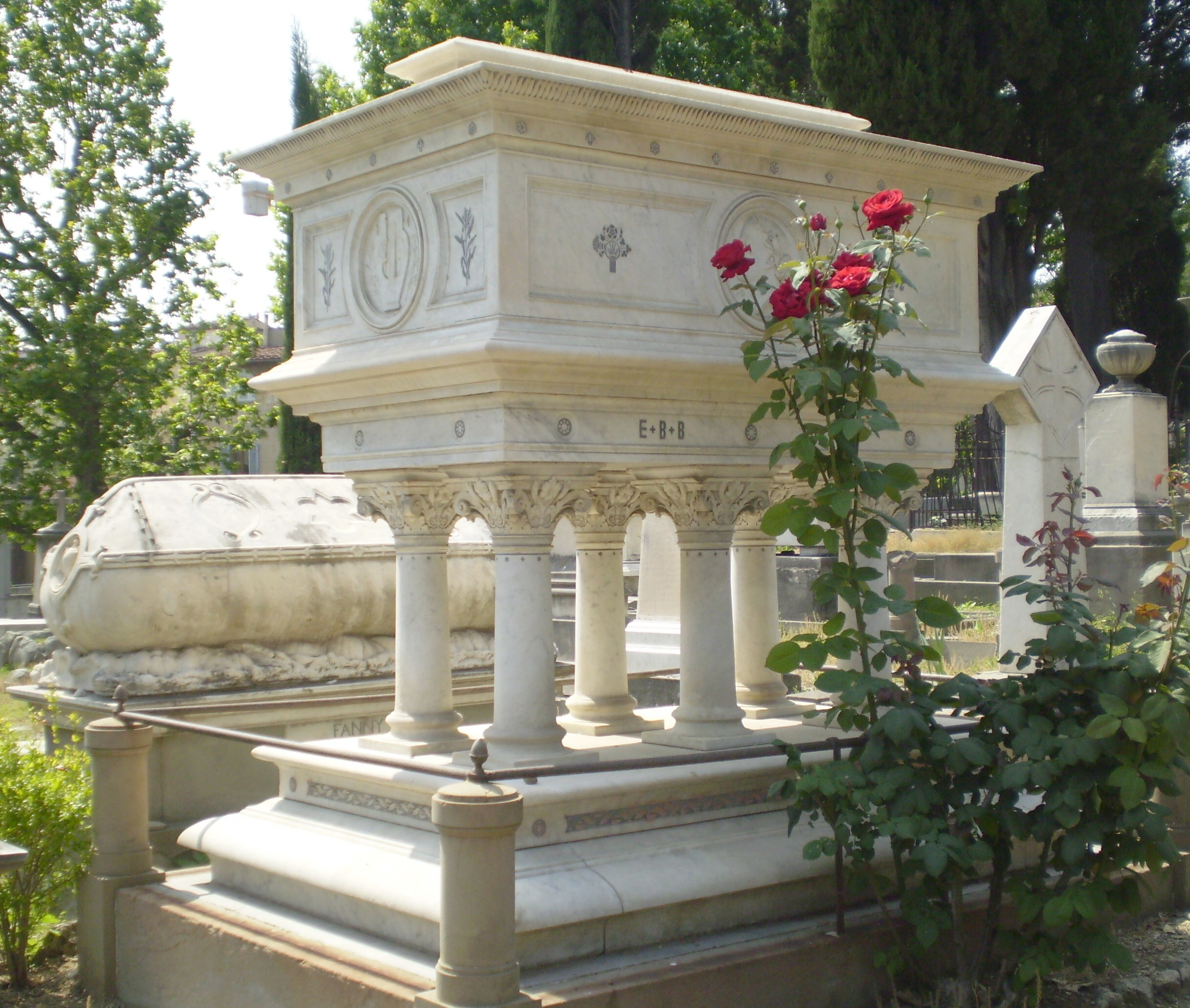
Náhrobek Elizabeth Barrett Browning ve Florencii.

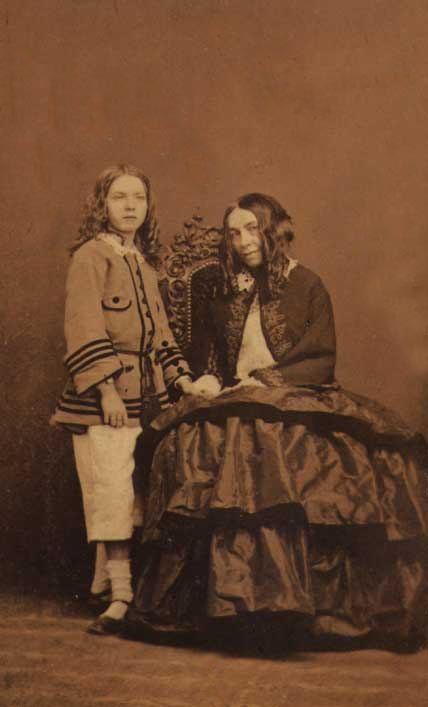
Elizabeth Barrettová-Browningová a její syn Robert (Pen) Barrett-Browning, fotografie asi 1860

Narodila se v rodině majitele plantáží na Jamajce. Prožila šťastné dětství na anglickém venkově a získala výborné vzdělání. Ovládala francouzštinu, italštinu, němčinu, latinu a starořečtinu, částečně hebrejštinu a arménštinu. Publikovat začala ve dvacátých letech básně a překlady.
Následkem pádu z koně v dětství měla zraněnou páteř. Toto zranění ji trápilo celý život. Přes naléhání lékařů, aby pobývala v teplém podnebí, jí despotický otec nedovolil odjet do Itálie. V roce 1845 se osobně seznámila s Robertem Browningem. V září 1846 se tajně nechali oddat proti vůli Elizabethina otce a odcestovali přes Paříž do Itálie. Po krátkém pobytu v Pise přesídlili do Florencie, kde žili až do Elizabethiny smrti v roce 1861. V roce 1849 se jim narodil syn „Pen“ (Robert Wiedemann Barrett Browning, 1849-1912), který se v dospělosti stal malířem.
Životní příběh Elizabeth Barrettové-Browningové a její vztah s Robertem Browningem byl námětem několika literárních děl a muzikálu.

## Dílo
Elizabeth Barrettová-Browningová navázala ve svém díle na romantické předchůdce. Již prvními sbírkami si získala respekt a za svého života byla některými soudobými kritiky považována za největší anglickou básnířku. Ve svých básních se zabývá sociálními otázkami (například báseň The Cry of Children z roku 1843 o dětské práci v anglických továrnách a dolech), zastává se práv žen (například poéma Aurora Leigh 1857), vyjadřuje sympatie k revolučnímu osvobozovacímu a sjednocovacímu hnutí v Itálii v letech 1848 – 1849 v době První války za nezávislost (manželé Browningovi se znali osobně s některými italskými vlastenci, jako byli například Giuseppe Mazzini nebo Camillo Cavour).
Nejznámějším a též často nejvýše ceněným dílem je sbírka 44 sonetů s názvem Portugalské sonety (Sonnets from the Portuguese, 1850), které ukazují (spolu se vzájemnou korespondencí) její hluboký vztah k manželovi.
Díky svým rozsáhlým jazykovým znalostem rovněž překládala díla řady autorů, např.: Aischylos, Lucius Apuleius, Nonnos z Panopole, Homér nebo též Heinrich Heine.

## Spisy
- The Seraphim, and Other Poems (1838, Serafové a další básně)
- Poems (1844, Básně)
  - v USA vyšlo pod názvem A Drama of Exile, and other Poems (1845, Drama vyhnanství a další básně)
- Sonnets from the Portuguese (Portugalské sonety, 1850)
- Casa Guidi Windows (1851, Okna Casa Guidi)
- Aurora Leigh (1857, Aurora Leighová)
- Poems before Congress (1860, Básně před Kongresem)
- Last Poems (1862, Poslední básně – vyšlo posmrtně)

Vyšlo též několik svazků její korespondence. Nejznámější jsou dopisy s budoucím manželem, Robertem Browningem, z let 1845 – 1846 z nichž vyšel též český výbor.

### České překlady (výběr)
- BARRETT-BROWNINGOVÁ, Elizabeth. Portugalské sonety. Překlad Hana Žantovská. 7. vyd. Praha: Vyšehrad, 2004. 98 s. Dostupné v archivu pořízeném dne 2021-02-01. ISBN 80-7021-648-4.
- Milý pane Browningu, výbor korespondence mezi Elizabeth Barrett a Robertem Browningem, překlad Hana Žantovská, Praha, Odeon, 1974
- Aurora Leigh, překlad: František Balej, Praha, Jan Laichter, 1911

## Galerie

Adelaide Hanscomová Leesonová: ilustrace ke sbírce Portugalské sonety, 1916
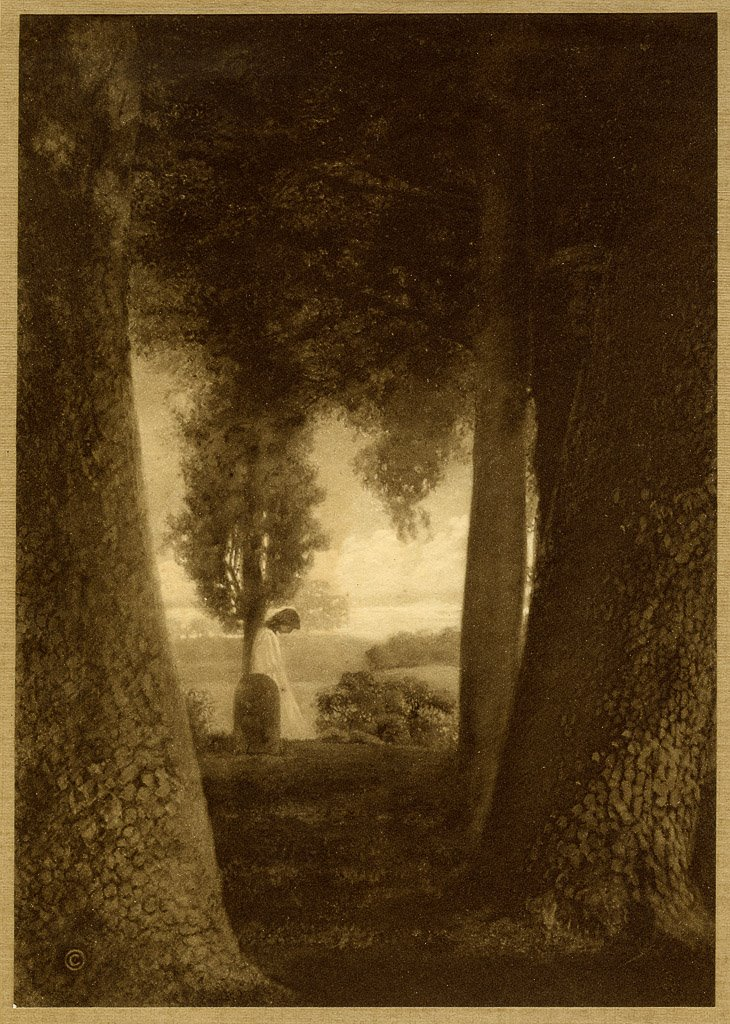
Portugalské sonety, 1916
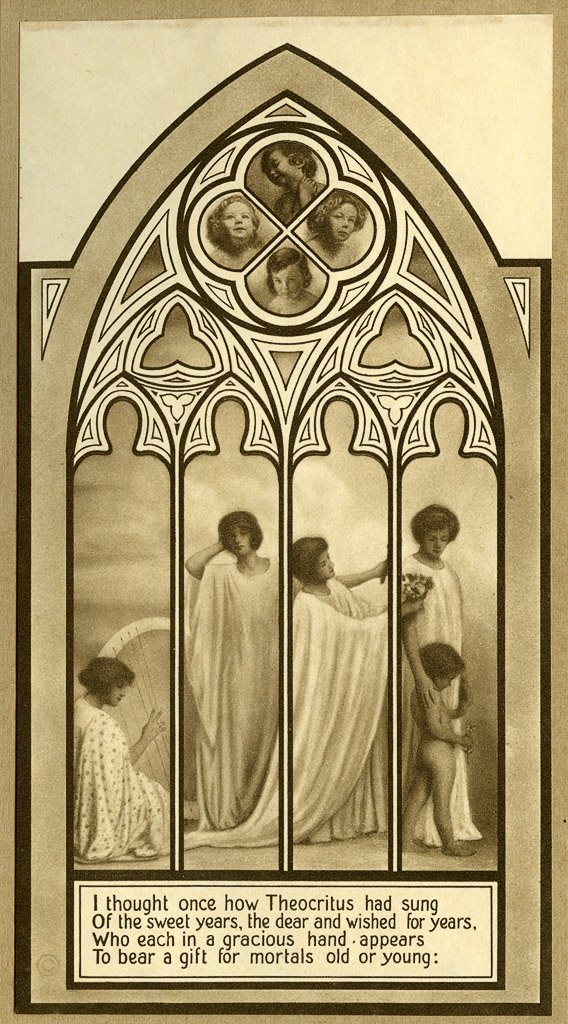
Portugalské sonety, 1916
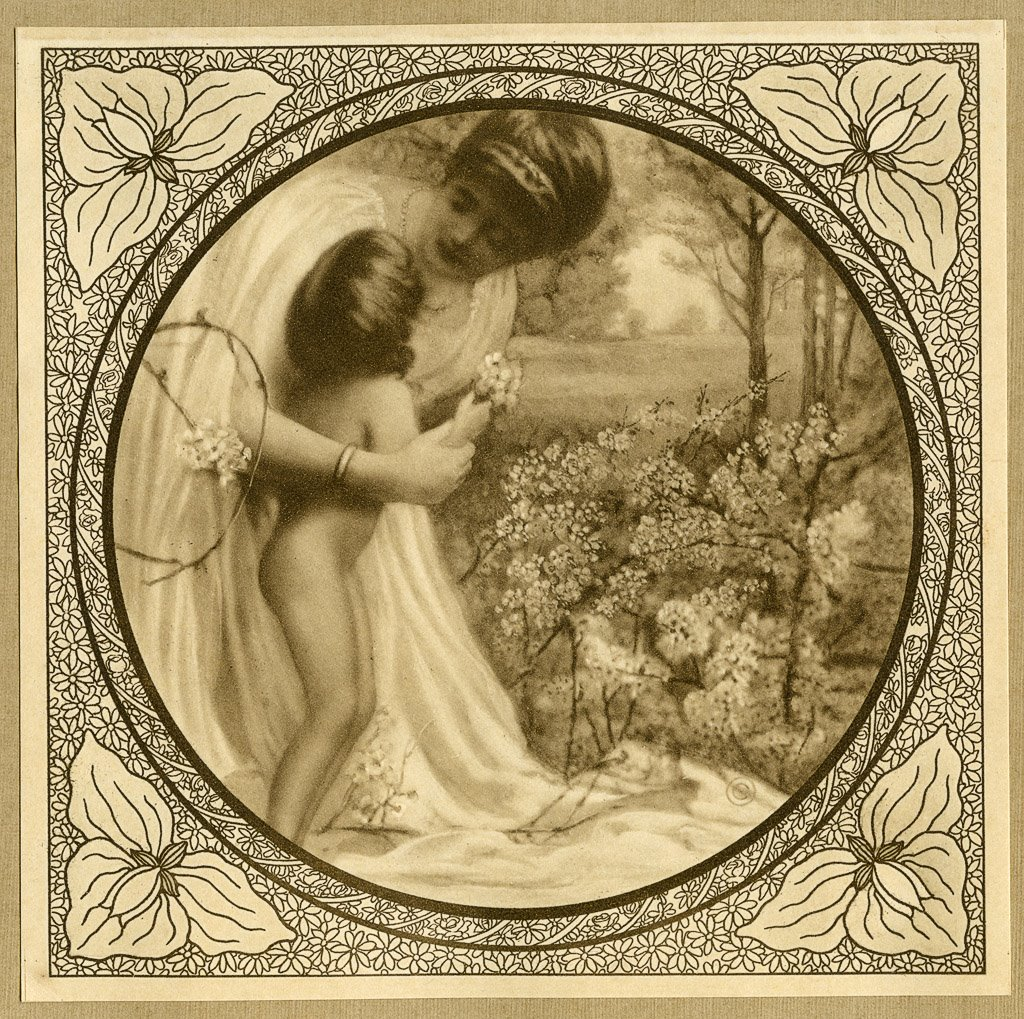
Portugalské sonety, 1916
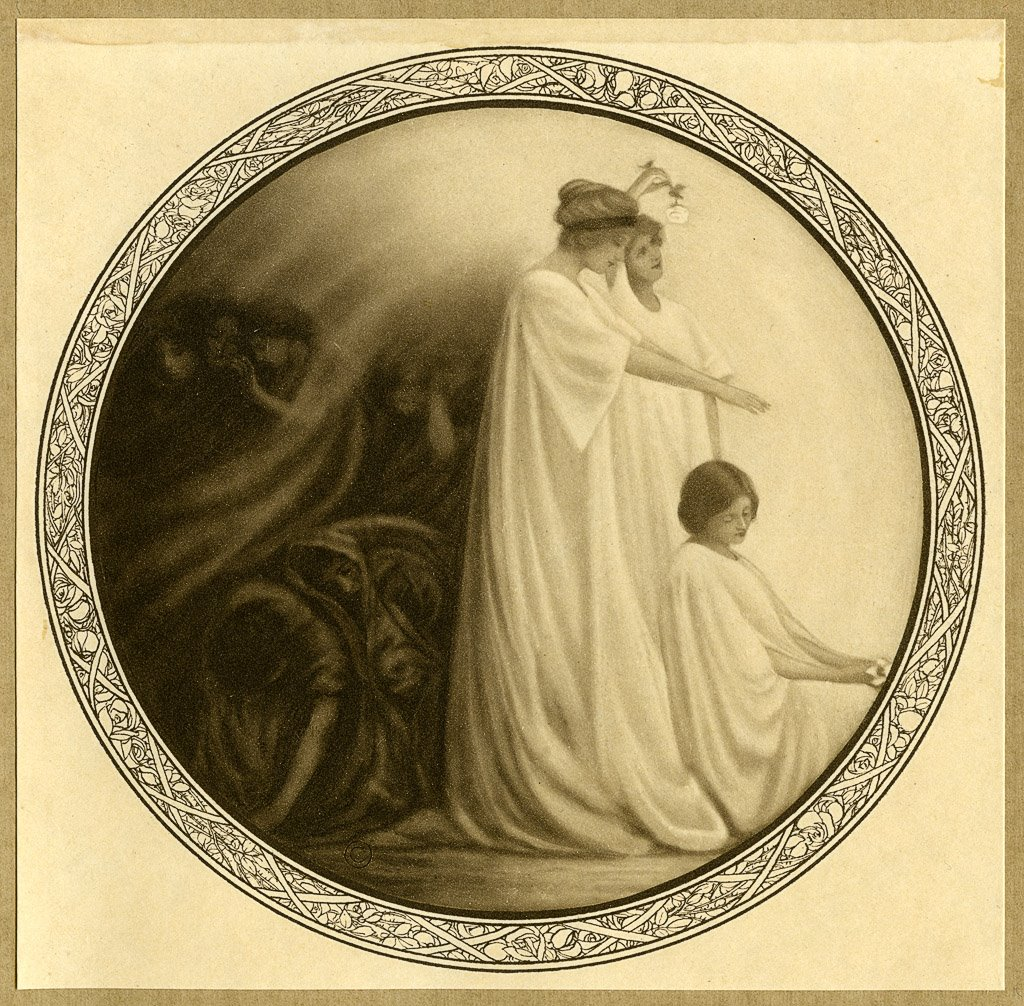
Portugalské sonety, 1916